# Ајндлинг
Ајндлинг (њем. Aindling) град је у њемачкој савезној држави Баварска. Једно је од 24 општинска средишта округа Ајхах-Фридберг. Према процјени из 2010. у граду је живјело 4.293 становника. Посједује регионалну шифру (AGS) 9771114.

## Географија
Ајндлинг се налази у савезној држави Баварска у округу Ајхах-Фридберг. Град се налази на надморској висини од 466 метара. Површина општине износи 31,4 km².

## Становништво
У самом граду је, према процјени из 2010. године, живјело 4.293 становника. Просјечна густина становништва износи 137 становника/km².

## Међународна сарадња
| Мјесто      | Држава    | Врста сарадње | Од    |
| ----------- | --------- | ------------- | ----- |
| Авор        | Француска | партнерство   | 1976. |
| Фирстенфелд | Аустрија  | пријатељство  | 1952. |
| Извор       |           |               |       |